# Ichika
Ichika Nito是一位日本音樂家和吉他手。

## 傳記
2016年，開始在Instagram上發佈吉他演奏影片。充分利用點弦等獨特演奏技巧的技術性表演，以及激發想像力的獨特旋律，他的許多影片觀看次數已超過3萬，在日本和海外受到關注。
2017年1月，於TaWaRa旗下的ViViX發行第一张EP『forn』    。 5月與Ibanez簽約代言。 6 月與吉他手 gen 組成樂團Among the Sleep一起發行了 EP 『Casket』 。 7月首次在DADARAY的大阪BIGCAT公演中作為開場表演。 9月以伴奏吉他手身份參加了在新加坡舉行的CHARA EXPO 2017的MYTH&ROID  。
2018年3月，受到了川谷絵音的邀請組成了樂團ichikoro ，並發行了單曲專輯『ichiroove』  。
在2020年7月發售的英國吉他雜誌《Total Guitar》中，被讀者評選為「有史以來最好的100位吉他手」第8名 。
2021年3月，與たなか、ササノマリイ組成樂團Dios，同月發行第一張單曲專輯『逃避行』  。
2022年 6 月發行Dios的首張專輯『CASTLE』。並在同月發行的Machine Gun Kelly的專輯『Mainstream Sellout(Life in Pink deluxe edition)』中的曲目「more than life ft. glaive」與Travis Barker一同擔任製作人，作曲及編曲 。

## 人物經歷
最初接觸到的樂器是鋼琴而不是吉他。在父親聽CD時受到了Bill Evans的影響。隨後聽了各式各樣的音樂後，「想用某种樂器打動聽眾的心」的想法越來越強烈，進而決定成為一名獨奏家。
但是，鋼琴有著完整的演奏和作曲體系，演奏者的數量又多得驚人，故放棄職業鋼琴家道路。而吉他和貝斯還有發展的空間，認為自己可以試著加入，想試著用一把吉他和一把貝斯創作出能讓任何人著迷的音樂，便邁向了成為吉他手的道路。
受到重金屬音樂的影響，他非常熱愛Iron Maiden的第二張專輯《 Killers 》，喜歡到每一首歌都會彈。同時也受到Van Halen和David Lee Roth等音樂家的影響。
大學時期研究病毒，2017年4月，他原計劃繼續攻讀大學院，但同年1月發表的《forn》反響出乎意料的好，於是放棄進修並專心於音樂活動。
在高中時開始創作原創歌曲。作曲和演奏方面幾乎都是自學，點弦或用雙手演奏、節奏編曲的方式都是由自己思考研究出來的。 。
他通常作曲的方式是先用吉他把腦海中的想法一部分一部分地演奏出來，接著錄下來構建成完整的樂曲。錄音基本上是一次性錄下整首，因此有時會花費很多時間。

## 作品

### Among The Sleep
EP

## 使用設備
- 電吉他
  - Ibanez ICHI10-VWM Ichika Nito Signature Model
  - Ibanez Premium S1027PBF
  - Ibanez IRON LABEL RGAIX7U-ABS Antique Brown Stained
  - Ibanez J Custom RG8570Z-BRE Black Rutile
  - Ibanez J Custom RG8420ZD-RBS
  - Ibanez Talman Prestige Series TM1730
  - Ibanez S5527QFX
  - Fender Classic Series ’72 Telecaster Thinline Electric Guitar Natural
  - Fender AMERICAN ELITE STRATOCASTER®
  - Fender Acoustasonic Telecaster Natural
  - Fender American Ultra Jazzmaster®, Rosewood Fingerboard, Mocha Burst
  - Fender Player Mustang®, Maple Fingerboard, Sienna Sunburst
- 電貝斯
  - Dingwall Combustion NG-2
  - Ibanez EHB1005MS

## 相關項目
- ichikoro
- Dios （页面存档备份，存于）

## 腳註
1. ↑  Tom-H@ck [@TomOshima_TH].  (推文). 2017-01-31  [2022-12-04] –Twitter （日语）.
2. ↑  Ichika Nito [@ichika_mo].  (推文). 2017-01-31  [2022-12-04] –Twitter （日语）.
3. ↑  . ナタリー. 2018-04-18  [2022-12-04]. （原始内容存档于2022-12-04）.
4. ↑  MYTH & ROID【Official】 [@myth_and_roid].  (推文). 2017-09-08  [2022-12-04] –Twitter （日语）.
5. ↑  Ichika Nito [@ichika_mo].  (推文). 2017-09-08  [2022-12-04] –Twitter （日语）.
6. ↑  .   [2021-06-30]. （原始内容存档于2022-12-04）.
7. ↑  .   [2021-06-30]. （原始内容存档于2022-12-04）.
8. ↑  .   [2021-10-31]. （原始内容存档于2022-12-04）.
9. ↑  Ichika Nito [@ichika_mo].  (推文). 2022-06-11  [2022-12-04] –Twitter （日语）.
10. 1 2  .   [2021-06-30]. （原始内容存档于2022-12-04）.

## 外部連結
- Ichika Nito的X（前Twitter）
- Ichika Nito的Instagram帳戶
- YouTube上的Ichika Nito頻道
- YouTube上的ichika頻道（旧YouTubeチャンネル）
- YouTube上的Among The Sleep頻道
- 「ichikoro」オフィシャルサイト
- Dios Official Site （页面存档备份，存于）
- ichika | ARTISTS | Ibanez guitars - アイバニーズ （页面存档备份，存于）